# Cubo de Rubik
Cubo de Rubik (em inglês: Rubik's Cube), também conhecido como cubo mágico, é um quebra-cabeça tridimensional, inventado pelo professor de arquitetura húngaro Ernő Rubik em 1974. Originalmente foi chamado de "Cubo Mágico" pelo seu inventor, mas o nome foi alterado pela Ideal Toys para "Cubo de Rubik" quando a empresa licenciou o brinquedo em 1980. Nesse mesmo ano, ganhou o prêmio alemão de "Jogo do Ano" (Spiel des Jahres). Ernő Rubik demorou um mês para resolver o cubo pela primeira vez. O cubo de Rubik tornou-se um ícone da década de 1980, década em que passou a ser mais reconhecido mundialmente.
O cubo de Rubik é um cubo geralmente confeccionado em plástico e possui várias versões, sendo a versão 3x3x3 a mais comum, composta por 6 faces de 6 cores diferentes, geralmente com arestas de 56 mm cada. Outras versões menos conhecidas são o 2x2x2, 4x4x4 e 5x5x5.
É considerado um dos brinquedos mais populares do mundo, com mais de 350 milhões de unidades vendidas.
Muitos cubistas continuam a praticar e competir não só a resolução do 3x3x3, mas também outros similares. Desde 2003, a Associação Mundial do Cubo Mágico (WCA, World Cubing Association) organiza competições por todo o mundo e reconhece recordes nacionais, continentais e mundiais.

## Descrição
O cubo original confeccionado por Rubik era feito de madeira, diferentemente dos cubos atuais que em geral são feitos de plástico. Como os atuais, contava com 6 cores diferentes, uma em cada um de seus lados e 3 tipos de peças diferentes: centros, meios e quinas, que contam com 1, 2 e 3 cores diferentes respectivamente. O cubo tem 6 centros, 12 meios e 8 quinas, além de uma peça interna chamada de núcleo, que se assemelhava a uma esfera no original.

## História
O primeiro protótipo do cubo foi fabricado em 1974 quando Ernő Rubik era professor do Departamento de Desenho de Interiores da Academia de Artes e Trabalhos Manuais Aplicados de Budapeste, Hungria. Por mais que seja amplamente dito que o cubo foi construído como uma ferramenta para auxiliar seus alunos na compreensão de objetos 3D, seu propósito era resolver o problema estrutural de mover as partes independentemente sem que o mecanismo todo se desmanchasse. Ele não havia sequer realizado que tinha criado um quebra-cabeça até a primeira vez que embaralhou e tentou resolver o cubo. Rubik pediu patente para seu "Cubo Mágico" (Bűvös kocka em húngaro) em 30 de janeiro de 1975, e HU170062 foi concedido mais tarde nesse mesmo ano.
Os primeiros lotes do Cubo Mágico foram produzidos no final de 1977 e lançados em lojas de brinquedo em Budapeste. Com a permissão de Rubik, o empresário Tibor Laczi levou um dos cubos para a Nuremberg Toy Fair, na Alemanha, em fevereiro de 1979 em uma tentativa de popularizar o cubo. Foi notado pelo fundador de Seven Towns, Tom Kremer, e licenciado com Ideal Toys em setembro de 1979 para ser lançado mundialmente. Ideal queria uma marca registrada com nome reconhecível, e o Cubo Mágico foi renomeado para Cubo de Rubik em 1980. O cubo fez sua estréia nas feiras de brinquedos de Londres, Paris, Nuremberg e Nova York em janeiro e fevereiro de 1980.

## Número de combinações possíveis

Rotação de uma das partes do cubo.

- Podemos permutar as oito quinas do cubo, logo podemos arranjá-las de {\displaystyle 8!\,\!} formas diferentes.
- Também podemos permutar seus doze meios, existindo assim {\displaystyle 12!\,\!} combinações para as mesmas.

Entretanto, apenas metade das possibilidades acima são possíveis, uma vez que não é possível permutar dois meios sem trocar também a posição de duas quinas, e vice-versa.
- Também é possível girar todos as quinas do cubo, salvo uma, sem que nada mais mude no cubo. Uma vez que a orientação da última quina será determinada pela orientação das demais, nós temos {\displaystyle 3^{7}\,\!} orientações distintas para as quinas.

- O mesmo vale para a orientação dos meios. Sendo assim, temos {\displaystyle 2^{11}\,\!} possibilidades para eles.

No total, o número de combinações possíveis no cubo de Rubik é:
{\displaystyle {8!\cdot 12!\cdot 3^{7}\cdot 2^{11}} \over 2} = 43 252 003 274 489 860 000
Se alguém pudesse realizar todas as combinações possíveis a uma velocidade de um movimento por segundo, demoraria 1 400 trilhões de anos, supondo que nunca repetisse a mesma combinação.

## Teorias sobre a resolução
Ernő Rubik foi a primeira pessoa a resolver o cubo de Rubik, levando cerca de um mês depois de criar seu protótipo de madeira em 1974. Seu método original se resumia em: resolver as quinas da camada D, colocar as quinas da camada U no lugar e depois orientá-las, resolver três meios da camada D, resolver três meios da camada U, resolver os demais meios das camadas D e U, por fim resolver os meios da camada do meio.

### Método de Fridrich ou CFOP
CFOP (Cruz, F2L, OLL, PLL) é um método de resolução proposto por vários cubistas em torno de 1981, conhecido também pelo nome de Método de Fridrich, pois foi popularizado por Jessica Fridrich. Em parte por conta da publicação do método no site de Fridrich em 1995, CFOP é o mais comum método avançado de resolução do 3x3x3.
Por ter popularizado o método, Jessica Fridrich muitas vezes recebe o crédito por ter inventado o método. Na verdade, o método foi inventado por um conjunto de cubistas no início de 1980, muitas vezes chegando em partes do método independentemente. Os proponentes originais dos passos são:
- Cruz: David Singmaster[15]
- F2L: René Schoof[16]
- OLL/PLL: Hans Dockhorn, Kurt Dockgorn, Anneke Treep, com muitos algoritmos desenvolvidos por Jessica Fridrich[17][18]

### Número de Deus
Número de Deus refere-se ao mínimo número de movimentos necessários para resolver qualquer posição do cubo mágico. Algoritmo de Deus pode referir-se à solução ótima de cada posição do cubo mágico, ou um procedimento eficiente para encontrar essa solução ótima dada uma posição.
Com o lançamento do cubo se iniciou a procura pelo número de deus do cubo mágico. Já em 1981 sabia-se que esse número deveria ser pelo menos 18 (listando todas as movimentações possíveis, sem cancelamentos, de até 18 movimentos se consegue sequências suficientes para associar cada uma a uma posição possível do cubo mágico, 17 não é o suficiente) e no máximo 52 (Morwen Thistlewaite provou que seu método precisaria de no máximo 52 movimentos para resolver qualquer posição do cubo).
Em 1995, Michael Reid prova que a posição conhecida como "superflip" requere pelo menos 20 movimentos para ser resolvida. Também em 1995, Michael Reid utiliza o algoritmo de Kociemba (que reduz o cubo a um estado que requere apenas movimentações duplas exceto em duas camadas opostas, conhecido como DR, e depois resolve o cubo utilizando apenas essas movimentações) para provar que o cubo pode sempre ser resolvido em no máximo 29 movimentos. Utilizando esse mesmo algoritmo de Kociembra e diversas otimizações, assim como maior potência computacional, fornecida pela Google, em 2010 Tomas Rokicki, Herbert Kociemba, Morley Davidson e John Dethridge provam que toda posição do cubo pode ser resolvida em no máximo 20 movimentos. Como o algoritmo de deus deve ser pelo menos 20 movimentos e no máximo 20 movimentos, por consequência é provado que esse é exatamente 20 movimentos. Segue uma lista de todos os avanços para que fosse encontrado o número de deus.
| Data           | Limite Inferior | Limite Superior | Referências |
| -------------- | --------------- | --------------- | --- |
| Julho, 1981    | 18              | 52              | Morwen Thistlewaite prova que 52 movimentos são suficientes                                                    |
| Dezembro, 1990 | 18              | 42              | Hans Kloosterman abaixa o limite superior para 42 movimentos                                                   |
| Maio, 1992     | 18              | 39              | Michael Reid mostra que 39 movimentos é sempre suficiente                                                      |
| Maio, 1992     | 18              | 37              | Dik Winter abaixa o número para 37 apenas um dia depois                                                        |
| Janeiro, 1995  | 18              | 29              | Michael Reid reduz o limite superior para 29 movimentos analizando o algoritmo de Kociembra                    |
| Janeiro, 1995  | 20              | 29              | Michael Reid prova que o "superflip" requere 20 movimentos                                                     |
| Dezembro, 2005 | 20              | 28              | Silviu Radu mostra que 28 movimentos é sempre suficiente                                                       |
| Abril, 2006    | 20              | 27              | Silviu Radu reduz o limite para 27                                                                             |
| Maio, 2007     | 20              | 26              | Dan Kunkle e Gene Cooperman prova que 26 movimentos são suficientes                                            |
| Março, 2008    | 20              | 25              | Tomas Rokicki reduz o limite superior para 25 movimentos                                                       |
| Abril, 2008    | 20              | 23              | Tomas Rokicki e John Welborn reduzem o número para apenas 23 movimentos                                        |
| Agosto, 2008   | 20              | 22              | Tomas Rokicki e John Welborn abaixam ainda mais para 22 movimentos                                             |
| Julho, 2010    | 20              | 20              | Tomas Rokicki, Herbert Kociembra, Morley Davidson e John Dethridge provam que o número de deus é exatamente 20 |

## Teoria de grupos

### Grupos e subgrupos
O cubo de Rubik pode ser compreendido atráves da teoria dos grupos. De modo que,  a resolução do cubo é vista pela álgebra, modelando cada uma das rotações por uma letra. Assim, temos que o conjunto de configurações do cubo constitui um grupo finito.
Em um grupo temos um conjunto e uma operação definida neste conjunto. Definimos então o grupo de G e a operação de *. Se a e b pertencem ao grupo G, então quando operamos a com b temos que a*b. Entretanto, nem sempre a operação e o conjunto constituem um grupo, pois deve também satisfazer as seguintes condições:
1. Associatividade: a*(b*c) = (a*b)*c para cada a,b e c {\displaystyle \in } G
2. Existe um elemento neutro e em G tal que para cada a {\displaystyle \in } G, a*e = e*a = a
3. Dado um elemento a {\displaystyle \in } G, existe um a' {\displaystyle \in } G tal que, a*a' = a'*a = e
4. Comutatividade: a*b = b*a para todo a,b {\displaystyle \in } G

Além disso, podemos definir a existência de subgrupos bem definidos dentro do grupo Cubo de Rubik  permitindo assim que o quebra-cabeça seja aprendido e dominado, movendo-se através de vários "níveis de dificuldade" independentes. Por exemplo, um desses "níveis" poderia envolver a resolução de cubos que foram embaralhados usando apenas giros de 180 graus.
Portanto, seja (G, *) um grupo, denotaremos de subgrupo de G, um subconjunto H de G não vazio se as seguintes condições são satisfeitas:
1. h1 * h2 {\displaystyle \in } H, {\displaystyle \forall }h1, h2 {\displaystyle \in } H.
2. h1 * (h2 * h3) = (h1 * h2) * h3, {\displaystyle \forall } h1, h2, h3 {\displaystyle \in } H.
3. {\displaystyle \exists } e {\displaystyle \in } H tal que e * h = h * e = h, {\displaystyle \forall }h {\displaystyle \in } H.
4. {\displaystyle \forall }h {\displaystyle \in } H, {\displaystyle \exists } h' {\displaystyle \in } H tal que h * h' = h' * h = e.[31]

### Ordem do grupo G
A ordem de um grupo (G, *) é denotada por |G| e corresponde ao número de elementos do conjunto G. Dizemos que G é um grupo finito se, e somente se, o conjunto G é um conjunto finito. Caso contrário, dizemos que G tem ordem infinita, escrevemos |G| = ∞ e G é dito grupo infinito.
Dessa forma, a ordem deste grupo G pode ser encontrada calculando a quantidade de rotações que podem ser efetuadas por ele levando em consideração as restrições quanto a sua posição. Isto é,
{\displaystyle {8!\cdot 12!\cdot 3^{7}\cdot 2^{11}} \over 2}= 43 252 003 274 489 860 000
Logo, temos que a ordem de G é dada desta forma, o que corresponde aproximadamente a {\displaystyle 4\cdot 10^{19}} elementos nesse grupo.

### Permutações
Uma permutação é um rearranjo de um conjunto finito qualquer. Por exemplo, (b a c) é uma permutação do conjunto a, b, c. Podemos observar que trocamos o 1º e o 2º elemento do conjunto. O número de permutações em um dado conjunto é n! (trivial).
Denotamos também, 1 {\displaystyle \longrightarrow } 2 {\displaystyle \longrightarrow } 1 ou (1 2), que é a notação cíclica de permutações, e que de uma forma mais simples dizemos que "o 1 vai para o 2 e o 2 vai para o 1". Na notação cíclica, os n elementos entre parênteses formam um n - ciclo. Além disso, toda permutação é escrita de forma única como produto de k - ciclos disjuntos com k {\displaystyle \leq } n.
Por exemplo, considere as permutações:
{\displaystyle \sigma ={\begin{pmatrix}1&5&6\\5&6&1\end{pmatrix}}}
{\displaystyle \rho ={\begin{pmatrix}3&2&4~~~~~~~~7&5&6\\4&2&3~~~~~~~~5&6&7\end{pmatrix}}}
Podemos representá-las na notação cíclica das seguintes formas:
{\displaystyle \sigma ={\begin{pmatrix}1&5&6\end{pmatrix}}}
{\displaystyle \rho ={\begin{pmatrix}3&4\end{pmatrix}}{\begin{pmatrix}7&5&6\end{pmatrix}}}.

### Simetrias
Vamos observar as simetrias do quadrado, o conjunto das simetrias do quadrado e do cubo s~ao as mesmas. Estas simetrias podem ser descritas entre:
1. o elemento neutro (não alterar nada);
2. uma rotação {\displaystyle \theta }; . e uma reflexão r qualquer de espelho que divide o quadrado ao meio.

O grupo das simetrias do quadrado é chamado D4 e é dito formalmente como:
{\displaystyle D4=\{e,r,\theta |\theta ^{4-k}r=r\theta ^{k}~~\forall 0\leq k\leq 4\}}.
Por meio de axiomas notamos as simetrias do quadrado, sendo {\displaystyle D_{1}} a reflexão pela primeira diagonal e {\displaystyle D_{2}} a segunda, H a reflexão horizontal e V a reflexão vertical:
{\displaystyle D4=<e,90^{\circ },180^{\circ },270^{\circ },H,V,D1,D2>}    e      {\displaystyle \mid D4\mid =8}.

## Teoria de grupos aplicada na resolução do cubo
A resolução do cubo mágico pode ser facilmente conectada a diversos assuntos que envolvam a matemática, um exemplo clássico na associação e conteúdos está na Teoria de Grupos. A movimentação do cubo mágico também pode ser formalizada em grupos de permutações e simetrias. Através da montagem, podemos solucionar o cubo mágico com o auxílio da robótica, uma recente pesquisa elaborada por Silva, Henrique, Aires Fernandes e Castellanos trabalham com a resolução do cubo de Rubik utilizando programação pelo Dataloggin, um complemento auxiliar do software que permite fazer a leitura da programação em gráficos. Este Dataloggin permite que o programador analise o comportamento da programação de seu robô através da tela do computador, podendo elaborar hipóteses sobre suas conjecturas. Sendo assim, analisando-se como se comporta a programação do protótipo e estudando-se onde se aplica a Teoria de Grupos. Outro intuito desta pesquisa é proporcionar um caminho que vá sobre a memorização de algoritmos, a fim de compreendê-lo de forma dinamizada. Pode-se afirmar que com esta pesquisa a robótica foi uma ferramenta auxiliar para o ensino-aprendizagem das aulas que envolvam Teoria de Grupos, tornando-as mais práticas e dinâmicas.
O material utilizado para montagem e desenvolvimento desta atividade é o kit de robótica da LEGO education da linha NXT. O conjunto da LEGO, utilizado em diversas escolas, permite que os alunos construam e programem robôs semelhantes a objetos, animais, humanos, entre outros. A maleta da LEGO é composta com 431 peças, sendo as principais: a bateria de lítio recarregável; motores; sensor de luz; sensor de som; sensor ultrassônico; sensores de toque; sensores de rotação incorporada nos motores; cabos conversores e conectores; cabo USB e maleta para organização de todo o material.
A montagem do protótipo que auxiliou na resolução do cubo mágico tinha como base referências da internet. O robô tinha o propósito de resolver o cubo mágico independente da forma que fosse desorganizado. Para auxiliar nesta resolução foi necessário acionar os sensores de cor para poder prever a solução do cubo e, assim, parar o algorítmico da programação.
Para esta pesquisa foi necessário a resolução do cubo para análise, porém o que interessa para os pesquisadores é analisar o comportamento da programação através do Roaming. O Roaming é um componente do software que detalha toda a programação do robô. Através deste auxilio pode-se compreender e analisar o que esta acontecendo com o robô.
Por intermédio desta pesquisa é possível a realização de diversas análises sobre a Teoria de Grupos, ao longo deste trabalho relatam-se os conteúdos relacionados a uma movimentação proposital para observar os Grupos de Permutação gerados e seus subgrupos. O resultado da programação serviu de base para analisar e aplicar a Teoria de Grupos na programação inserida no protótipo que solucionou o cubo mágico.

### Exemplo
Após definir onde serão marcados os números dos vértices, através das rotações podemos exibir os grupos de permutações criados. Quando estamos na F4 e o motor B se movimenta para a esquerda, gera o seguinte subgrupo:
{\displaystyle C_{1}={\begin{pmatrix}3&4&6&5\\\end{pmatrix}}}
{\displaystyle C_{1}={\begin{pmatrix}3&4&5&6\\4&6&3&5\\\end{pmatrix}}}
Em seguida, movimenta-se em x, fazendo um giro de -90º, gerando:
{\displaystyle C_{2}={\begin{pmatrix}1&5&3&2\\\end{pmatrix}}{\begin{pmatrix}4&8&7&6\\\end{pmatrix}}}
{\displaystyle C_{2}={\begin{pmatrix}1&2&3&4&5&6&7&8\\5&1&2&8&3&4&6&7\\\end{pmatrix}}}
Quando gira novamente em x, temos o mesmo grupo de permutação, então x² é da forma:
{\displaystyle C_{3}=C_{2}.} 

## Ranking mundial
Esses são os primeiros colocados na modalidade 3x3, segundo o ranking oficial da WCA;

### Tempo único[33]
| Lugar | Nome                 | País           | Data                    | Tempo |
| ----- | -------------------- | -------------- | ----------------------- | ----- |
| 1     | Xuanyi Geng (耿暄一) | China          | 13 de abril de 2025     | 3,05  |
| 2     | Yiheng Wang (王艺衡) | China          | 16 de fevereiro de 2025 | 3,08  |
| 3     | Max Park             | Estados Unidos | 11 de junho de 2023     | 3,13  |
| 4     | Ruihang Xu (许瑞航)  | China          | 4 de novembro de 2024   | 3,24  |
| 5     | Luke Garett          | Estados Unidos | Julho de 2023           | 3,44  |
| 6     | Aaron Huynh          | Estados Unidos | 3 de agosto de 2024     | 3,46  |

### Média de 5[34]
| Lugar | Nome                 | País           | Data                   | Média | Tempos                               |
| ----- | -------------------- | -------------- | ---------------------- | ----- | ------------------------------------ |
| 1     | Yiheng Wang (王艺衡) | China          | 5 de abril de 2025     | 4,03  | 3,57 / 3,81 / (7,28) / (3,32) / 4,70 |
| 2     | Xuanyi Geng (耿暄一) | China          | 15 de dezembro de 2024 | 4,32  | (3,89) / 3,90 / (5,17) / 4,02 / 5,03 |
| 3     | Yufang Du (杜昱方)   | China          | 4 de abril de 2025     | 4,59  | (4,35) / 4,46 / 4,74 / 4,56 / (5,41) |
| 4     | Tymon Kolasiński     | Polônia        | 26 de janeiro de 2025  | 4,67  | (4,47) / (5,35) / 4,61 / 4,74 / 4,67 |
| 5     | Ruihang Xu (许瑞航)  | China          | 30 de março de 2024    | 4,84  | 4,65 / 5,20 / (5,93) / (4,52) / 4,67 |
| 6     | Max Park             | Estados Unidos | 24 de setembro de 2022 | 4,86  | 4,62 / 4,78 / (5,68) / 5,19 / (4,50) |

## Variantes
Algumas variantes do cubo de Rubik:

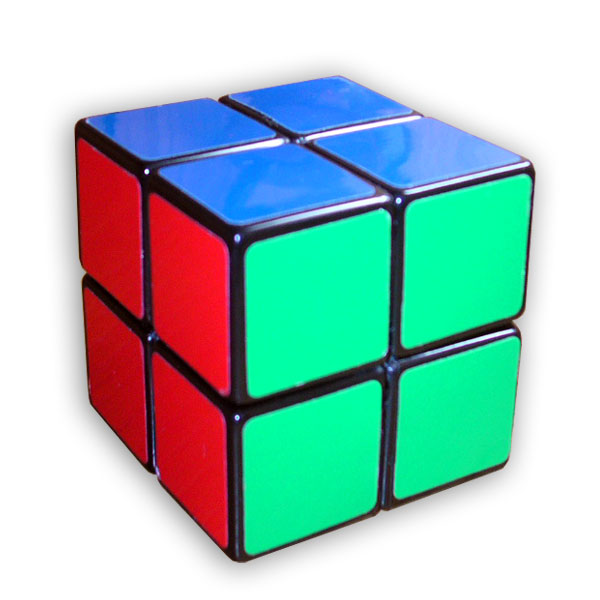
Pocket Cube (2×2×2)
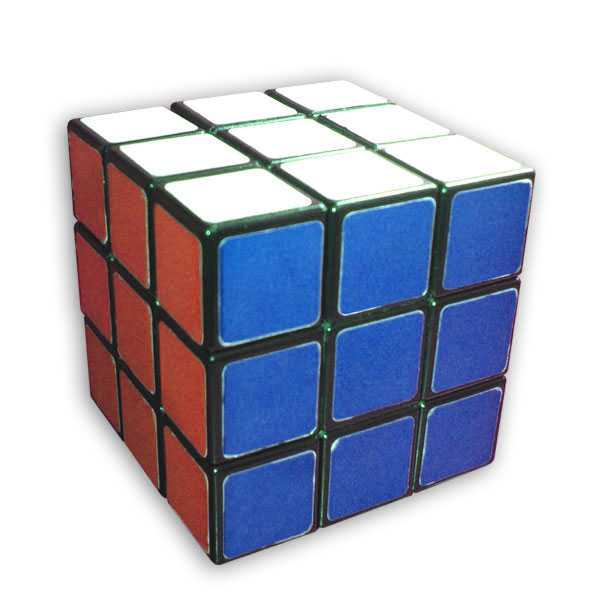
Cubo de Rubik original (3×3×3)
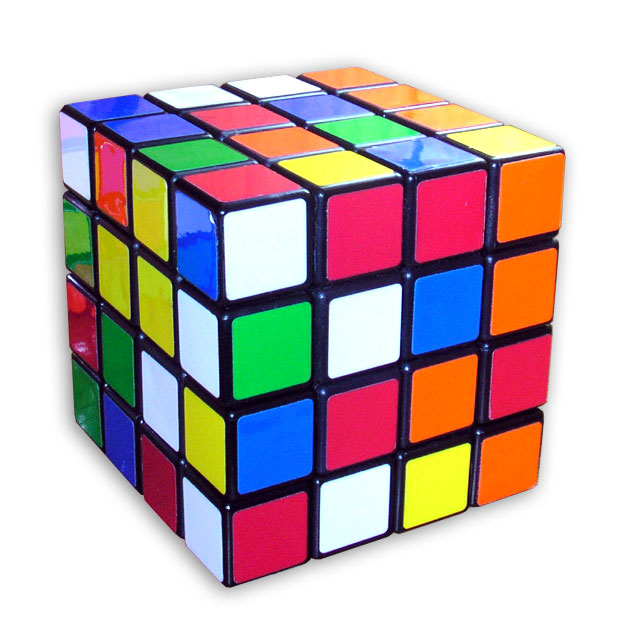
A Vingança de Rubik (4×4×4)
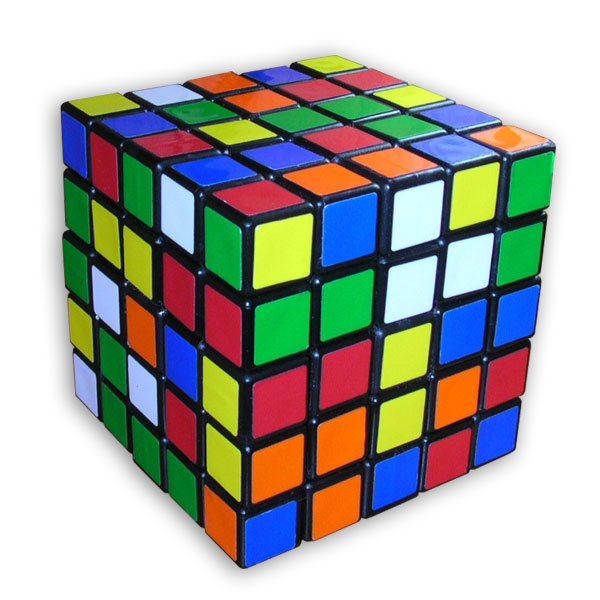
O Cubo do Professor (5×5×5)
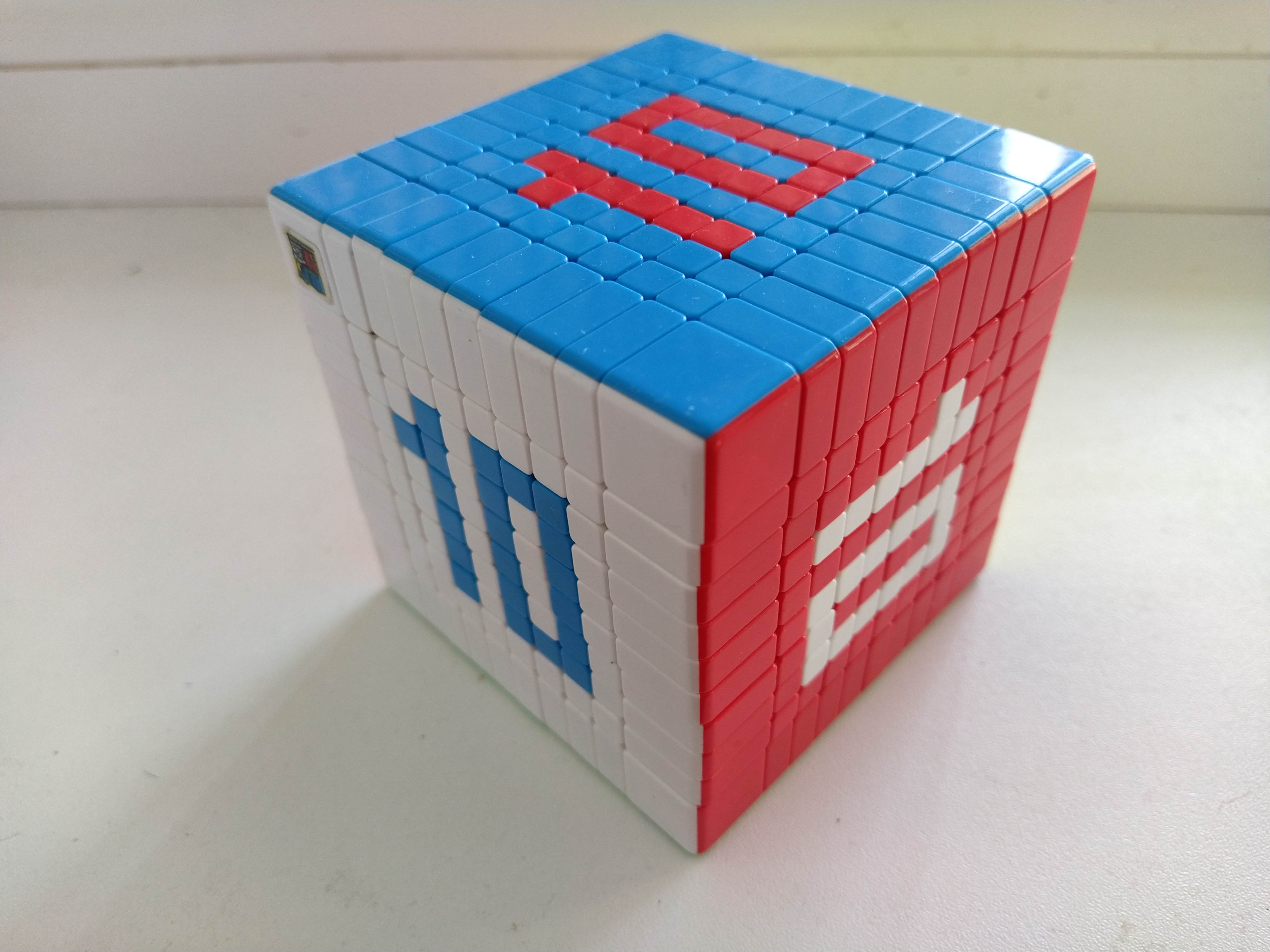
Uma versão 10 × 10 × 10 do Cubo de Rubik

Foram também criadas versões 6×6×6 e 7×7×7, por Panagiotis Verdes.

### Outras variantes
Outras das variantes consistem em interligar o poliedro utilizado. A maioria foi inventada por Uwe Mèffert:

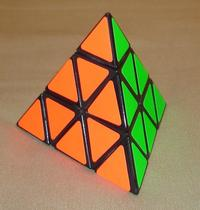
Pyraminx
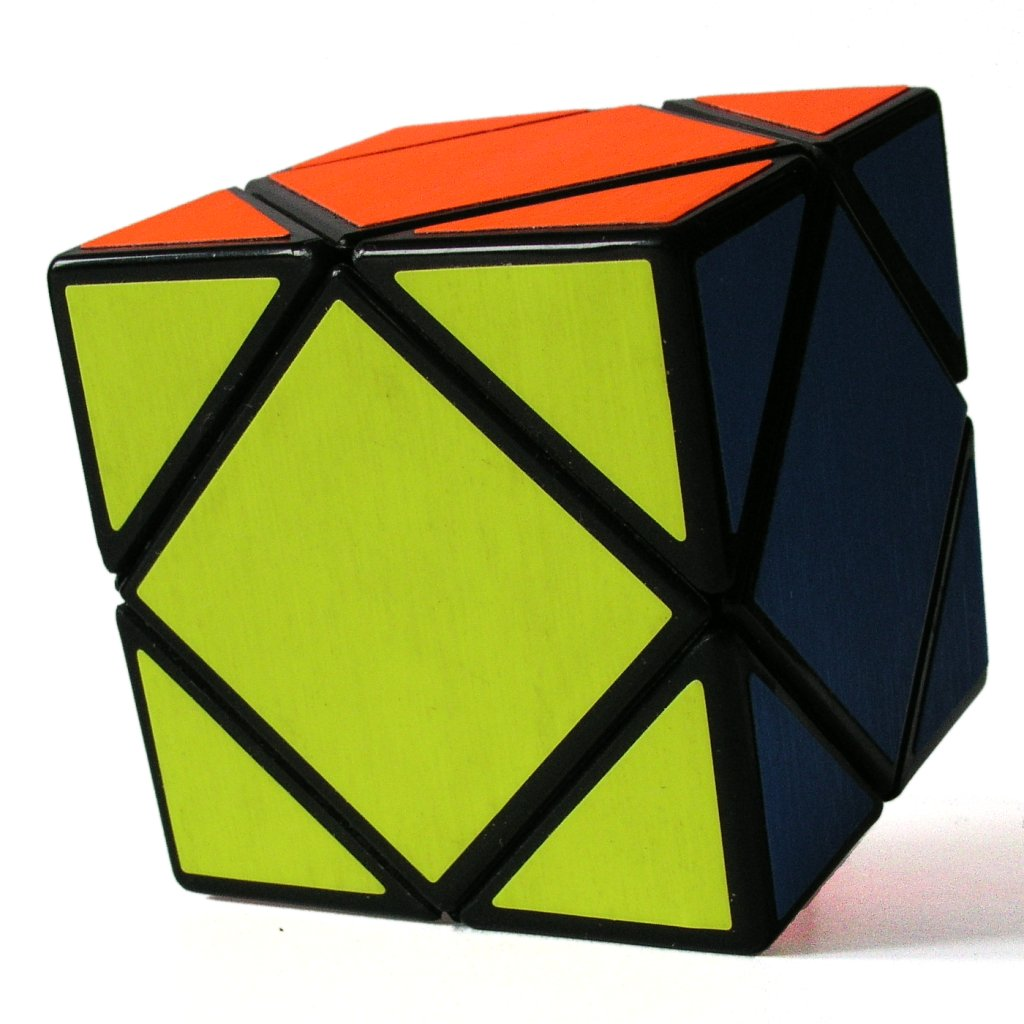
Skewb
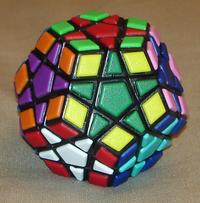
Megaminx
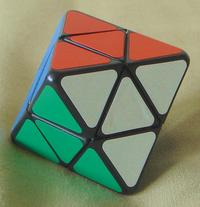
Skewb Diamond (Diamante)
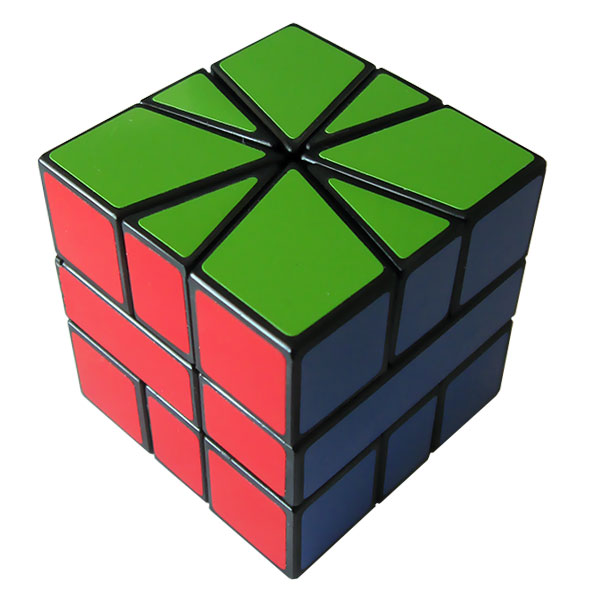
Square-1